# 山下達郎CM全集 Vol.2
『山下達郎CM全集 Vol.2』（やましたたつろうシーエムぜんしゅう ヴォリューム・ツー）は、2001年2月に発売された山下達郎通算3作目のファンクラブ通信販売アルバム。

## 解説
『山下達郎CM全集 Vol.1 (Second Edition)』に収録し切れなかった初期の作品から'90年代の作品までのほか、『サンデー・ソングブック』テーマ曲「ONLY WITH YOU」のインストゥルメンタル・ヴァージョンも収録した作品集。山下による自筆ライナー・ノート付で、文末には山下のコマーシャル音楽との関係を記した『Vol.1』の自筆ライナーを再収。

## 収録曲
1. 資生堂 バスボン '74 15sec MONO
最初に関わった広告代理店が資生堂を手がけていたため、'70年代には資生堂のCMソングをたくさん作り、これはその最初の作品。4トラックだったので一人多重コーラスが大変だったという。
2. ラグノオ シュガーレス・ケーキ '75 15sec MONO
リリース間もないシュガー・ベイブのアルバム『SONGS』[3]を聴いたプロデューサーのタッド若松からの「SUGAR」のような曲でとの発注を受けて制作された。シュガー・ベイブとしてオーダーがきた最初の作品。
3. 資生堂 店頭BGM '75 「南の島」 フリーサイズ MONO
  - 作詞 : 小野田隆雄
  - この当時、資生堂のチェーン店では店頭用のオリジナルBGMを流していて、この曲は'75年に山下がオファー受けて書いた2曲のうちの1曲。ギター･ソロは前半が伊藤銀次、間奏が山下で、後半が村松邦男。
4. 資生堂 MG5 '76 30sec MONO
  - 作詞 : 西山貴也
  - 山下の趣味による、シカゴ・ソウル・テイストの作品。
5. 不二家 ハートチョコレート '76 （バレンタイン編） 30sec MONO
'74年制作の初年度のもの[4]のヴァリエーションで制作されたバレンタイン・デー編。
6. 資生堂 店頭BGM '76 「HOT HOT」 フリーサイズ MONO
'75年に引き続いて制作された資生堂の店頭BGM数曲の中の1曲。ボ・ディドリー風ナンバー。
7. 資生堂 FRESURE '78 120sec STEREO
1978年にCBSソニーのオファーを受けて、企画アルバム『PACIFIC』[5]のためにサーフィン・インストを一人多重で制作したが、録音等の条件が悪くあまり気に入ったものに仕上がらなかったので、この資生堂のCM依頼が来た時に、『PACIFIC』と同様のコンセプトを吉田保のミックスでもう一度行った作品。
8. 日立マクセル UD '80 （秋編） 「RIDE ON TIME」 30sec STEREO (REMIX)
  - 作詞 : 山下達郎
  - 「RIDE ON TIME」のCMは'80年春からオン・エアされていたが、秋編は一人アカペラによるものだった。15秒ヴァージョンはアルバム『RIDE ON TIME』[6]に収録されているが、これはその30秒ヴァージョン[7]。『ON THE STREET CORNER』[8]制作の合間にレコーディングされたもの。オリジナル・マスターの状態が悪かったため、このアルバム収録に際しリミックスされている。
9. HONDA INTEGRA '85 「風の回廊」 30sec STEREO
  - 作詞 : 山下達郎
  - シングルより先にミックスされた[9]、楽器編成とヴォーカルが異なるCMヴァージョン。
10. 東芝 Rupo '90 「HYPER BOY」 60sec STEREO
  - 作詞 : 山下達郎
  - '90年代には作品化される予定でスタートしながら結局CMのみで終わる作品がいくつかあり、この作品もそのひとつで、CMサイズのみの作品。
11. ららぽーとスキードーム SSAWS '93 「湾岸スキーヤー」 40sec STEREO
これも作品化する予定だったものの、タイミングを逃した1曲。後にアラン・オデイの助けを借りて少年隊のシングル[10]として発表された。
12. IBM Aptiva '95 60sec STEREO
これも作品化する予定のみで終わった1曲。
13. ミスタードーナツ '96 「ドーナツ・ソング」 40sec STEREO
  - 作詞 : 山下達郎
  - フィルム先行でテンポ指定だったため、このアレンジになったが、もっと遅くしたいと思い、アルバム『COZY』[11]収録に際しアレンジが変更された。
14. SANYO FRAGILE '98 「FRAGILE」 30sec STEREO
  - 作詞 : 山下達郎
  - アルバム『COZY』[11]に収録されたものは別録音のアカペラ・ヴァージョン。
15. SANYO Burberrys BLUE LABEL '98 30sec STEREO
  - 作詞 : 山下達郎
  - 「FRAGILE」と同時に請け負ったもうひとつのサンヨーのアイテム。こちらは純粋にCMのためだけに制作されたので、抽象的な音楽になっている。
16. NTT Communications '99 「LOVE CAN GO THE DISTANCE」 60sec STEREO
  - 作詞 : ALAN O'DAY
  - シングル[12]および『ON THE STREET CORNER 3』[13]のものとは別の、CM用に録音された60秒ヴァージョン。
17. ONLY WITH YOU (Instrumental) '84 STEREO
アルバム『BIG WAVE』[14]収録曲をギター・インストに仕立て、NHK-FM『サウンドストリート』[15]のテーマ曲として使い、その後JFN系『サンデー・ソングブック』[2]のテーマ曲として継続使用されている。その後、2014年リリースの『BIG WAVE 30th Anniversary Edition』[16]にボーナス・トラックで収録された。

- ALL SONGS COMPOSED & ARRANGED by TATSURO YAMASHITA
- STEREO / MONO WCD-8003 (TGCS-1036) ℗2001 TENDERBERRY MUSIC

## クレジット

### 資生堂 バスボン '74
| 山下達郎 : リード・ヴォーカル, キーボード, バイブ, パーカッション, コーラス |
| 伊藤銀次 : ギター                                                           |
| 岡田徹 : ピアノ                                                             |
| 上原裕 : ドラム                                                             |
|                                                                             |
| 録音日時 : 1974年10月7日                                                    |
| 録音場所 : TSC（東京スタジオセンター）                                      |
| ミキサー : 伊豫部富治                                                       |
| 音楽制作会社 : ON・アソシエイツ                                             |

### ラグノオ シュガーレス・ケーキ '75
| 山下達郎 : ギター, コーラス                   |
| 村松邦男 : ギター, コーラス                   |
| 大貫妙子 : キーボード, コーラス, “I LOVE YOU” |
| 寺尾次郎 : ベース                             |
| 上原裕 : ドラム                               |
|                                               |
| 録音日時 : 1975年秋                           |
| 録音場所 : アオイスタジオ                     |
| ミキサー : 松本裕                             |
| 音楽制作会社 : タッド若松プロダクション       |

### 資生堂 店頭BGM '75 「南の島」
| 山下達郎 : リード・ヴォーカル, ギター(間奏ソロのみ), キーボード, コーラス |
| 村松邦男 : ギター, コーラス                                               |
| 伊藤銀次 : ギター, コーラス                                               |
| 寺尾次郎 : ベース                                                         |
| 上原裕 : ドラム                                                           |
| 大貫妙子 : コーラス                                                       |
| 岡崎資夫 : アルト・サックス                                               |
| 稲垣次郎, 荒川達彦 : テナー・サックス                                     |
|                                                                           |
| 録音日時 : 1975年5月9日                                                   |
| 録音場所 : 音響ハウス                                                     |
| ミキサー : 松本裕                                                         |
| 音楽制作会社 : ON・アソシエイツ                                           |

### 資生堂 MG5 '76
| 山下達郎 : リード・ヴォーカル, ギター, パーカッション, コーラス |
| 村松邦男 : ギター, コーラス                                     |
| 坂本龍一 : キーボード                                           |
| 寺尾次郎 : ベース                                               |
| 上原裕 : ドラム                                                 |
| 大貫妙子 : コーラス                                             |
|                                                                 |
| 録音日時 : 1975年11月25日                                       |
| 録音場所 : 音響ハウス                                           |
| ミキサー : 松本裕                                               |
| 音楽制作会社 : ON・アソシエイツ                                 |

### 不二家 ハートチョコレート '76 （バレンタイン編）
| 山下達郎 : リード・ヴォーカル, ギター, キーボード, パーカッション, コーラス |
| 寺尾次郎 : ベース                                                           |
| 上原裕 : ドラム                                                             |
| 吉田美奈子 : コーラス                                                       |
|                                                                             |
| 録音日時 : 1976年6月24日                                                    |
| 録音場所 : 音響ハウス                                                       |
| ミキサー : 吉田保                                                           |
| 音楽制作会社 : ON・アソシエイツ                                             |

### 資生堂 店頭BGM '76 「HOT HOT」
| 山下達郎 : リード・ヴォーカル, ギター, キーボード, パーカッション, コーラス |
| 村松邦男 : ギター                                                           |
| 寺尾次郎 : ベース                                                           |
| 上原裕 : ドラム                                                             |
| 吉田美奈子 : コーラス                                                       |
|                                                                             |
| 録音日時 : 1976年5月13日                                                    |
| 録音場所 : 音響ハウス                                                       |
| ミキサー : 松本裕                                                           |
| 音楽制作会社 : ON・アソシエイツ                                             |

### 資生堂 FRESURE '78
| 山下達郎 : ドラム, ベース, ギター, キーボード, バイブ, パーカッション |
| 坂本龍一 : シンセサイザー・ストリングス                               |
| 岡崎資夫 : アルト・サックス                                           |
|                                                                       |
| 録音日時 : 1978年6月26日                                              |
| 録音場所 : サウンドシティ                                             |
| ミキサー : 吉田保                                                     |
| 音楽制作会社 : ON・アソシエイツ                                       |

### 日立マクセル UD '80 （秋編） 「RIDE ON TIME」
| 山下達郎 : リード・ヴォーカル, コーラス |
|                                         |
| 録音日時 : 1980年7月21日                |
| 録音場所 : 音響ハウス                   |
| ミキサー : 吉田保                       |
| 音楽制作会社 : スマイルカンパニー       |

### HONDA INTEGRA '85 「風の回廊」
| 山下達郎 : リード・ヴォーカル, コンピューター・プログラミング, ギター, キーボード, パーカッション, コーラス |
| 青山純 : ドラム                                                                                             |
| |
| 録音日時 : 1985年2月                                                                                        |
| 録音場所 : CBSソニー六本木スタジオ                                                                          |
| ミキサー : 吉田保                                                                                           |

### 東芝 Rupo '90 「HYPER BOY」
| 山下達郎 : リード・ヴォーカル, コンピューター・プログラミング, ギター, キーボード, パーカッション, コーラス |
| CINDY : コーラス                                                                                            |
| 佐々木久美 : コーラス                                                                                       |
| 竹内まりや : コーラス                                                                                       |
| |
| 録音日時 : 1990年3月                                                                                        |
| 録音場所 : スマイルガレージ                                                                                 |
| ミキサー : 佐藤康夫                                                                                         |
| 音楽制作会社 : サンミュージック企画                                                                         |

### ららぽーとスキードーム SSAWS '93 「湾岸スキーヤー」
| 山下達郎 : リード・ヴォーカル, コンピューター・プログラミング, ギター, キーボード, パーカッション, コーラス |
| |
| 録音日時 : 1993年6月                                                                                        |
| 録音場所 : スマイルガレージ                                                                                 |
| ミキサー : 佐藤康夫                                                                                         |
| 音楽制作会社 : 博報堂                                                                                       |

### IBM Aptiva '95
| 山下達郎 : リード・ヴォーカル, ドラム, ベース, ギター, キーボード, パーカッション, コーラス |
|                                                                                             |
| 録音日時 : 1995年5月31日, 6月1日                                                            |
| 録音場所 : サウンドシティ                                                                   |
| ミキサー : 吉田保                                                                           |
| 音楽制作会社 : プロダクションNOVA                                                           |

### ミスタードーナツ '96 「ドーナツ・ソング」
| 山下達郎 : リード・ヴォーカル, コンピューター・プログラミング, ギター, キーボード, パーカッション, コーラス |
| |
| 録音日時 : 1996年4月〜5月                                                                                   |
| 録音場所 : サウンドシティ                                                                                   |
| ミキサー : 佐藤康夫                                                                                         |
| 音楽制作会社 : スマイルカンパニー                                                                           |

### SANYO FRAGILE '98 「FRAGILE」
| 山下達郎 : リード・ヴォーカル, コーラス |
|                                         |
| 録音日時 : 1998年1月〜2月               |
| 録音場所 : プラネット・キングダム       |
| ミキサー : 吉田保                       |
| 音楽制作会社 : 眞木準企画室             |

### SANYO Burberrys BLUE LABEL '98
| 山下達郎 : リード・ヴォーカル, ギター, キーボード, パーカッション, コーラス |
| 佐々木久美 : コーラス                                                       |
| 竹内まりや : コーラス                                                       |
| 橋本茂昭 : シンセサイザー・コンピューター・オペレート                       |
|                                                                             |
| 録音日時 : 1998年1月                                                        |
| 録音場所 : プラネット・キングダム                                           |
| ミキサー : 吉田保                                                           |
| 音楽制作会社 : 眞木準企画室                                                 |

### NTT Communications '99 「LOVE CAN GO THE DISTANCE」
| 山下達郎 : リード・ヴォーカル, コーラス, パーカッション |
| 橋本茂昭 : シンセサイザー・コンピューター・オペレート   |
|                                                         |
| 録音日時 : 1999年6月                                    |
| 録音場所 : プラネット・キングダム                       |
| ミキサー : 吉田保                                       |
| 音楽制作会社 : ミスター・ミュージック                   |

### ONLY WITH YOU (Instrumental) '84
| 山下達郎 : ドラム, ベース, ギター, キーボード, パーカッション, コーラス |
| 土岐英史 : アルト・サックス・ソロ                                       |
|                                                                         |
| 録音日時 : 1984年3月〜4月                                               |
| 録音場所 : CBSソニー六本木スタジオ                                      |
| ミキサー : 吉田保                                                       |

### スタッフ
| COMPILATION SUPERVISOR : TATSURO YAMASHITA                                            |
| DIGITAL MASTERING ENGINEER : MITSUHARU HARADA at ON AIR AZABU STUDIO                  |
| ART DIRECTION : SHUNSAKU HARIMA, NAHOKO WASHIO, KUNIKO OGINO (TOHOKUSHINSHA FILM CO.) |

## リリース日一覧
| 地域 | 発売日    | リリース           | 規格 | 品番                 | 備考 |
| ---- | --------- | ------------------ | ---- | -------------------- | --- |
| 日本 | 2001年2月 | WILD HONEY RECORDS | CD   | WCD-8003 (TGCS-1036) | オフィシャル・ファンクラブによる独自企画CD。『Vol.1』に収録し切れなかった初期の作品から、90年代の作品までを収録。自筆ライナー・ノート付。 |